# 拉沙佩勒戈捷 (厄尔省)
拉沙佩勒戈捷（法語：La Chapelle-Gauthier，法語發音：[la ʃapɛl ɡotje] ⓘ）是法国厄尔省的一个市镇，位于该省西部偏南，和卡尔瓦多斯省接壤，属于贝尔奈区。

## 地理
拉沙佩勒戈捷（48°59'10"N, 0°27'44"E）面积16.43 平方千米，位于法国诺曼底大区厄尔省，该省份为法国北部内陆省份，北起滨海塞纳省，西接奧恩省和卡爾瓦多斯省，南至厄尔-卢瓦省，东临瓦兹省、瓦兹河谷省和伊夫林省。
与拉沙佩勒戈捷接壤的市镇（或旧市镇、城区）包括：拉福勒蒂耶尔-阿布农、拉韦皮耶尔-弗里亚代勒、布罗格利、拉古拉夫里耶尔、圣欧班迪泰内。

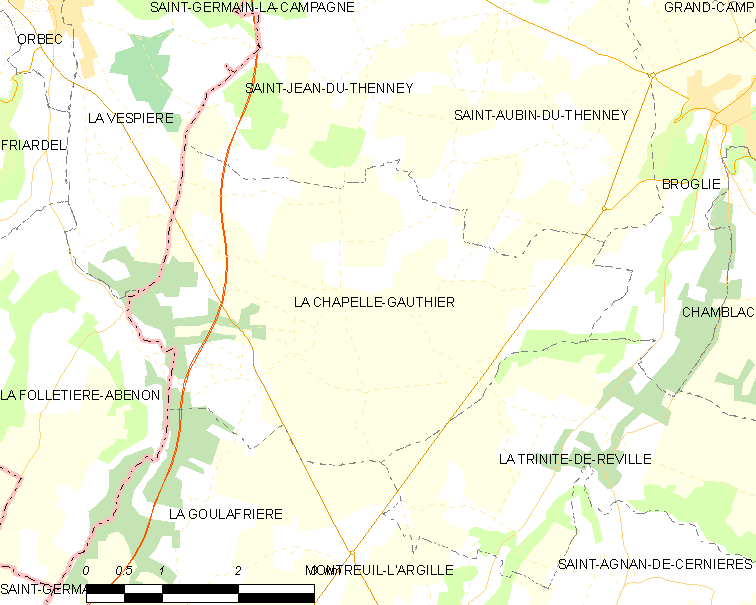
的OSM定位图

拉沙佩勒戈捷的时区为UTC+01:00、UTC+02:00（夏令时）。

## 行政
拉沙佩勒戈捷的邮政编码为27270，INSEE市镇编码为27148。

## 政治
拉沙佩勒戈捷所属的省级选区为布勒特伊县。

## 人口

1962-2008年间人口变化图示

拉沙佩勒戈捷于2022年1月1日时的人口数量为406人。